# Wysokość fali znacznej
Wysokość fali znacznej – w oceanografii fizycznej oznacza średnią wysokość 1/3 największych fal występujących w grupie fal w danym miejscu na oceanie obserwowanych w ciągu określonego okresu. Dla danych z oceanicznych boi obserwacyjnych stosuje się czas 20 minut.
Definicję tę zaproponował w 1944 roku Walter Munk z Instytutu Oceanografii Scrippsów.
Na statku wysokość fali znacznej oblicza się, wybierając trzy największe fale w grupie fal i znajdując ich średnią wysokość. Otrzymaną wartość zaokrągla się do 1/2 metra. Wysokość fali obserwuje się względem linii horyzontu. Oszacowanie wysokości fal ze statku nie jest dokładne i jest obarczone błędem obserwacyjnym zależnym od wysokości obserwatora nad poziomem wody. Aby otrzymać wysokość średniej fal w grupie fal, należy pomnożyć wysokość fali znacznej przez 0,64, by dostać wysokość 10% największych fal w grupie, należy pomnożyć wysokość fali znacznej przez 1,29, natomiast żeby uzyskać wysokość najwyższej fali, należy pomnożyć wysokość fali znacznej przez około 1,85.